# Linda Smoleňáková
Linda Smoleňáková (* 9. August 1985) ist eine ehemalige slowakische Tennisspielerin.

## Karriere
Linda Smoleňáková begann mit sieben Jahren mit dem Tennisspielen und debütierte 2001 mit 15 Jahren beim ITF-$10.000-Turnier im slowakischen Nitra auf dem ITF Women’s Circuit. Bei dem Turnier erhielt sie vom Veranstalter eine Wildcard für die Qualifikation, wo sie in der zweiten Runde einer Landsfrau unterlag und somit das Hauptfeld verpasste. Beim direkt darauffolgenden ITF-$10.000-Turnier im slowakischen Prešov konnte sie sich über die Qualifikation für das Hauptfeld qualifizieren und unterlag dort in der ersten Runde in zwei Sätzen einer Landsfrau. Nachdem sie im darauffolgenden Jahr bereits beim ITF-$10.000-Turnier in der kroatischen Stadt Hvar das Halbfinale erreichte und dort der Österreicherin Sandra Klemenschits unterlag, spielte sie sich beim ITF-$10.000-Turnier im kroatischen Cavtat bis ins Finale und konnte dort durch einen Zweisatz-Sieg gegen die Lokalmatadorin Darija Jurak ihren ersten ITF-Titel gewinnen.
Zudem nahm Linda Smoleňáková kurz darauf beim ITF-$10.000-Turnier im kroatischen Dubrovnik zusammen mit der Australierin Melissa Dowse am dortigen Doppelwettbewerb teil und zusammen erreichten sie das Finale. In drei Sätzen mussten sie sich einem tschechischen Duo geschlagen geben. Zwei Jahre später erreichte sie beim ITF-$10.000-Turnier im rumänischen Constanța erneut das Finale eines ITF-Turniers, wo sie sich aber der Georgierin Sofia Melikishvili geschlagen geben musste. Nachdem sie bereits beim ITF-$10.000-Turnier im italienischen Bibione gemeinsam mit der Kroatin Nadja Pavić das Doppelfinale erreichte und dort in zwei Sätzen einem italienischen Duo unterlagen, nahm sie mit der Tschechin Petra Novotníková am Doppelwettbewerb des ITF-$10.000-Turniers im rumänischen Balș teil und gemeinsam erreichten sie dort das Finale. Gegen ein österreichisch-tschechisches Duo konnten sie durch einen Sieg in zwei Sätzen den Titel sichern.
Obwohl sie auch 2005 zwei Mal in einem Doppelfinale stand und 2006 jeweils einmal in einem Einzel- und einem Doppelfinale stand, absolvierte die damals 21 Jahre alte Linda Smoleňáková beim ITF-$10.000-Turnier im ungarischen Szeged ihr letztes Turnier als Profi, wo sie sowohl im Einzel als auch im Doppel in der ersten Runde ausschied.

## Turniersiege

### Einzel
| Nr. | Datum          | Turnier | Kategorie   | Belag | Finalgegnerin | Ergebnis  |
| --- | -------------- | ------- | ----------- | ----- | ------------- | --------- |
| 1.  | 28. April 2002 | Cavtat  | ITF $10.000 | Sand  | Darija Jurak  | 7:66, 6:3 |

### Doppel
| Nr. | Datum         | Turnier | Kategorie   | Belag | Partnerin         | Finalgegnerinnen               | Ergebnis  |
| --- | ------------- | ------- | ----------- | ----- | ----------------- | ------------------------------ | --------- |
| 1.  | 25. Juli 2004 | Balș    | ITF $10.000 | Sand  | Petra Novotníková | Nadine Schlotterer Eva Válková | 6:2, 7:64 |